# Sophie Opel
Sophie Marie Opel (nascida Scheller; Dornholzhausen (Bad Homburg), Bad Homburg vor der Höhe, 13 de fevereiro de 1840 — Rüsselsheim, 30 de outubro de 1913) foi uma empresária alemã.
Em 1868 casou com Adam Opel, que em 1862 fundou uma fábrica de construção de máquinas de costura. Quando seu pai ganhou na loteria de Braunschweig 100.000 Táler, pode ajudar seu marido financeiramente na compra de uma máquina a vapor. A partir de 1886 a fábrica passou a produzir também bicicletas.
Em 1895 morreu Adam Opel. Sophie assumiu com seus filhos a direção da fábrica Opel. Em 1898 Sophie Opel começou sob o conselho de seus cinco filhos a produzir automóveis.